# Liberty Hills
Liberty Hills är en kulle i Antarktis. Den ligger i Västantarktis. Chile gör anspråk på området. Toppen på Liberty Hills är 1 255 meter över havet.
Terrängen runt Liberty Hills är varierad, och sluttar brant österut. Trakten är obefolkad. Det finns inga samhällen i närheten. 